# Mitteldeutsche Fußballmeisterschaft 1909/10

VfB Leipzig 1893 – Mitteldeutscher Fußballmeister 1910

Die Mitteldeutsche Fußballmeisterschaft 1909/10 des Verbandes Mitteldeutscher Ballspiel-Vereine (VMBV) war die neunte Spielzeit der Mitteldeutschen Fußballmeisterschaft. Die diesjährige Meisterschaft wurde erneut mittels regionaler Gauligen ausgetragen, deren Sieger in einer K.-o.-Runde aufeinandertrafen. Durch einen 4:1-Endspiel-Erfolg über den Vorjahressieger SC Erfurt 1895, konnte der VfB Leipzig seinen nun schon fünften Mitteldeutschen Meistertitel gewinnen. Durch diesen Sieg qualifizierten sich die Sachsen für die Endrunde zur Deutschen Meisterschaft, schied bei dieser aber bereits im Viertelfinale auf Leipziger Boden gegen den Titelverteidiger FC Phönix Karlsruhe, eng umkämpft, mit 1:2 aus.

## Modus
Auf dem 17. Verbandstag des V.M.B.V., am 29. und 30. August 1908 wurde bekannt gegeben, dass der Verband 189 Vereine und 11.702 Mitglieder umfasst. Alle teilnehmenden Vereine waren in der Saison 1909/10 in zehn Bezirke (Gaue) eingeteilt, deren Sieger die Mitteldeutsche Meisterschaft ausspielten. Der ehemalige Gesamt-Gau Thüringen, wurde in Nordthüringen und Ostthüringen getrennt. Neu hinzu, kamen die Gaue Anhalt und Harz. Der Gau Harz spielte bereits in der vorherigen Saison eine Meisterschaft aus, war zum damaligen Zeitpunkt aber noch kein Mitglied im VMBV.
Der Verband Vereinigung Thüringisch-Fränkischer Ballspiel-Vereine war weiterhin noch nicht Mitglied im VMBV und spielte eine eigene Meisterschaft aus. Am 5. Juni 1910 wurde beschlossen, sich zur kommenden Saison dem überregionalen Verband anzuschließen. Auf Veranlassung des SC 1904 Meiningen, gründete sich am 25. Juli 1909 daraufhin der Verband Thüringer Ballspiel-Vereine von 1909. Dieser Verband bot Vereinen aus Westthüringen eine sportliche Heimat, war aber ebenfalls noch kein Mitglied im Gesamt-Verband. Der BC 1906 Hildburghausen gewann die dortige Meisterschaft. Am 8. August 1909 wurde in Riesa der Verband Mittelsächsischer Ballspiel-Vereine gegründet. Aber auch dieser Verband war während dieser Saison noch kein Mitglied des VMBV. Die lokale Meisterschaft gewann der FC Wettin 02 Wurzen. Aus dem Bereich des späteren Gau Elbe-Elster ist ebenfalls eine Pflichtspielrunde überliefert, diese gewann Alemannia 08 Jessen.
| Gau             | Gaumeister                           |
| --------------- | ------------------------------------ |
| Nordwestsachsen | VfB Leipzig                          |
| Ostsachsen      | BC Sportlust Dresden                 |
| Südwestsachsen  | FC Germania Mittweida                |
| Saale           | Hallescher FC Wacker                 |
| Mittelelbe      | FuCC Cricket-Viktoria 1897 Magdeburg |
| Nordthüringen   | SC Erfurt 1895                       |
| Ostthüringen    | FC Carl Zeiss Jena                   |
| Vogtland        | FC Apelles Plauen                    |
| Anhalt          | SV Cöthen 02                         |
| Harz            | FK Hohenzollern Quedlinburg          |

## Gau Nordwestsachsen
Der Gau Nordwestsachsen war in dieser Saison erneut in zwei Gruppen eingeteilt. Beide Sieger spielten dann untereinander die Nordwestsächsische Meisterschaft und somit auch den Teilnehmer an der Mitteldeutschen Meisterschaft aus. Die jeweils Letztplatzierten beider Gruppen trugen ein Entscheidungsspiel aus, dessen Verlierer im Anschluss gegen den Gewinner der zweitklassigen Kreisklasse in einem Relegationsspiel anzutreten hatte.
 Zur nächsten Spielzeit 1910/11, wurden beide Gruppen der 1. Klasse zu einer eingleisigen 1. Klasse mit dann 8 teilnehmenden Vereinen zusammengefasst.

### Gruppe A
| Pl. | Verein                      | Sp. | S | U | N | Tore    | Quote | Punkte |
| --- | --------------------------- | --- | - | - | - | ------- | ----- | ------ |
| 1.  | VfB Leipzig (M)             | 8   | 7 | 1 | 0 | 031:800 | 3,88  | 15:10  |
| 2.  | FC Eintracht Leipzig (N)    | 8   | 3 | 2 | 3 | 028:230 | 1,22  | 08:80  |
| 3.  | FC Fortuna Leipzig a        | 8   | 2 | 2 | 4 | 018:270 | 0,67  | 06:10  |
| 4.  | FC Britannia 1899 Leipzig b | 8   | 3 | 0 | 5 | 025:200 | 1,25  | 06:10  |
| 5.  | FV Sachsen 1902 Leipzig     | 8   | 2 | 1 | 5 | 009:330 | 0,27  | 05:11  |

| (M) | Titelverteidiger Nordwestsachsen |
| (N) | Aufsteiger                       |

Entscheidungsspiel Platz 3
| Datum        |                    | Ergebnis  | !Ort                                            |
| ------------ | ------------------ | --------- | ----------------------------------------------- |
| 3. Juli 1910 | FC Fortuna Leipzig | 5:3 n. V. | FC Britannia Leipzig \|\|Olympia-Platz, Leipzig |

### Gruppe B
| Pl. | Verein                      | Sp. | S | U | N | Tore    | Quote | Punkte |
| --- | --------------------------- | --- | - | - | - | ------- | ----- | ------ |
| 1.  | BV Olympia 1896 Leipzig     | 8   | 3 | 4 | 1 | 015:100 | 1,50  | 10:60  |
| 2.  | FC Wacker Leipzig           | 8   | 4 | 0 | 4 | 021:110 | 1,91  | 08:80  |
| 3.  | SpVgg 1899 Leipzig-Lindenau | 8   | 3 | 2 | 3 | 016:140 | 1,14  | 08:80  |
| 4.  | Leipziger BC 1893           | 8   | 3 | 2 | 3 | 013:170 | 0,76  | 08:80  |
| 5.  | FC Sportfreunde Leipzig     | 8   | 1 | 4 | 3 | 010:230 | 0,43  | 06:10  |

### Relegation Nordwestsachsen
Beide letztplatzierten Vereine trugen ein Entscheidungsspiel aus. Der Verlierer dieser Partie musste in der ersten Runde der Relegation gegen den Sieger der unterklassigen Liga spielen. Da sich in diesem Spiel der unterklassige Gegner, der Leipziger FC Wettin durchsetzte, musste dieser in der zweiten Runde gegen den Sieger des Entscheidungsspiels antreten. Dieses Spiel gewann der FC Sportfreunde Leipzig und durfte somit in der Liga verbleiben, während der FV Sachsen 02 Leipzig abstieg und dem Leipziger FC Wettin, der Aufstieg verwehrt blieb.
Entscheidungsspiel Teilnehmer 1. Runde Relegation
| Datum        |                                                     | Ergebnis |                                                   |
| ------------ | --------------------------------------------------- | -------- | ------------------------------------------------- |
| 29. Mai 1910 | FC Sportfreunde Leipzig (Letztplatzierter Gruppe B) | 3:0      | FV Sachsen 02 Leipzig (Letztplatzierter Gruppe A) |

1. Relegationsspiel
| Datum        |                     | Ergebnis  |                       |
| ------------ | ------------------- | --------- | --------------------- |
| 3. Juli 1910 | Leipziger FC Wettin | 4:2 n. V. | FV Sachsen 02 Leipzig |

Der FV Sachsen 02 Leipzig war somit abgestiegen.
2. Relegationsspiel
| Datum         |                         | Ergebnis |                     |
| ------------- | ----------------------- | -------- | ------------------- |
| 10. Juli 1910 | FC Sportfreunde Leipzig | 4:0      | Leipziger FC Wettin |

Die Sportfreunde Leipzig blieben in der Liga, der Leipziger FC Wettin stieg nicht auf.

### Finale Nordwestsachsen
| Datum            |                               | Ergebnis | !Platz                                                         |
| ---------------- | ----------------------------- | -------- | -------------------------------------------------------------- |
| 20. Februar 1910 | VfB Leipzig (Sieger Gruppe A) | 2:1      | BV Olympia Leipzig (Sieger Gruppe B) \|\|Wacker-Platz, Leipzig |

## Gau Ostsachsen
| Pl. | Verein                  | Sp. | S | U | N | Tore    | Quote | Punkte |
| --- | ----------------------- | --- | - | - | - | ------- | ----- | ------ |
| 1.  | BC Sportlust Dresden    | 10  | 7 | 1 | 2 | 047:280 | 1,68  | 15:50  |
| 2.  | Guts Muts Dresden       | 10  | 6 | 1 | 3 | 029:240 | 1,21  | 13:70  |
| 3.  | Dresdensia Dresden      | 10  | 5 | 1 | 4 | 024:200 | 1,20  | 11:90  |
| 4.  | Dresdner SC (M)         | 10  | 3 | 2 | 5 | 016:210 | 0,76  | 08:12  |
| 5.  | Dresdner FC 1893        | 10  | 3 | 2 | 5 | 015:260 | 0,58  | 08:12  |
| 6.  | FV 1900 Sachsen Dresden | 10  | 2 | 1 | 7 | 023:350 | 0,66  | 05:15  |

| (M) | Titelverteidiger Ostsachsen |

## Gau Südwestsachsen
| Pl. | Verein                  | Sp. | S | U | N | Tore    | Quote | Punkte |
| --- | ----------------------- | --- | - | - | - | ------- | ----- | ------ |
| 1.  | FC Germania Mittweida   | 8   | 8 | 0 | 0 | 053:100 | 5,30  | 16:0   |
| 2.  | Chemnitzer BC           | 6   | 4 | 0 | 2 | 022:160 | 1,38  | 08:40  |
| 3.  | SV Sturm Chemnitz       | 4   | 2 | 0 | 2 | 005:130 | 0,38  | 04:40  |
| 4.  | Mittweidaer BC          | 2   | 0 | 1 | 1 | 003:800 | 0,38  | 01:30  |
| 5.  | Chemnitzer SC           | 2   | 0 | 1 | 1 | 003:140 | 0,21  | 01:30  |
| 6.  | Mittweidaer FC 1899 (M) | 3   | 0 | 0 | 3 | 003:110 | 0,27  | 0:60   |
| 7.  | SC Reunion Chemnitz (N) | 5   | 0 | 0 | 5 | 007:240 | 0,29  | 0:10   |

| (M) | Titelverteidiger Südwestsachsen |
| (N) | Aufsteiger                      |

## Gau Saale
| Pl. | Verein                   | Sp. | S | U | N | Tore    | Quote | Punkte |
| --- | ------------------------ | --- | - | - | - | ------- | ----- | ------ |
| 1.  | Hallescher FC Wacker     | 8   | 6 | 1 | 1 | 032:700 | 4,57  | 13:30  |
| 2.  | Hallescher FC 1896 (M)   | 8   | 5 | 2 | 1 | 024:160 | 1,50  | 12:40  |
| 3.  | FC Hohenzollern Halle    | 8   | 3 | 0 | 5 | 019:270 | 0,70  | 06:10  |
| 4.  | SV Borussia 02 Halle (N) | 8   | 2 | 1 | 5 | 017:250 | 0,68  | 05:11  |
| 5.  | FC Britannia Halle (N)   | 8   | 2 | 0 | 6 | 019:360 | 0,53  | 04:12  |

| (M) | Titelverteidiger Saale |
| (N) | Aufsteiger             |

## Gau Mittelelbe
| Pl. | Verein                 | Sp. | S | U | N | Tore    | Quote | Punkte |
| --- | ---------------------- | --- | - | - | - | ------- | ----- | ------ |
| 1.  | FuCC Cricket-Viktoria  | 10  | 7 | 2 | 1 | 037:900 | 4,11  | 16:40  |
| 2.  | SC Germania-Jahn 1898  | 10  | 6 | 3 | 1 | 048:110 | 4,36  | 15:50  |
| 3.  | MFC Viktoria 1896 (M)  | 10  | 5 | 2 | 3 | 033:170 | 1,94  | 12:80  |
| 4.  | Magdeburger SC         | 7   | 0 | 4 | 3 | 006:130 | 0,46  | 04:10  |
| 5.  | FC Preußen 02 Burg (N) | 7   | 1 | 1 | 5 | 010:410 | 0,24  | 03:11  |
| 6.  | FC Weitstoß 1898       | 6   | 0 | 0 | 6 | 007:500 | 0,14  | 0:12   |

| (M) | Titelverteidiger Mittelelbe |
| (N) | Aufsteiger                  |

Relegationsspiel
| Datum         |                  | Ergebnis |                      |
| ------------- | ---------------- | -------- | -------------------- |
| 18. Juni 1910 | FC Weitstoß 1898 | 0:7      | MFC Viktoria 1896 II |

Der FC Weitstoß 1898 stieg ab. Der zweiten Vertretung des Magdeburger FC Viktoria, fehlte das Aufstiegsrecht. In der nächsten Saison wurde die Gauliga Mittelelbe daher mit nur fünf Vereinen ausgespielt.

## Gau Nordthüringen
Der Gau Nordthüringen wurde aus dem zuvor bestehenden Sport-Gau Thüringen gebildet. Es sind bis heute nur der Sieger, SC Erfurt 1895, sowie die weiteren Teilnehmer überliefert.
| Pl. | Verein                      |
| --- | --------------------------- |
| 1.  | SC Erfurt (MM)              |
|     | FC Germania Erfurt          |
|     | Sp.Abt. des MTV 1897 Erfurt |
|     | BC Teutonia Erfurt          |
|     | FC Britannia Erfurt         |
| 6.  | TV 1905 Ilversgehofen       |

| (MM) | Titelverteidiger Mitteldeutschland |

## Gau Ostthüringen
Der Gau Ostthüringen wurde aus dem zuvor bestehenden Sport-Gau Thüringen gebildet.
| Pl. | Verein                 | Sp. | S | U | N | Tore    | Quote | Punkte |
| --- | ---------------------- | --- | - | - | - | ------- | ----- | ------ |
| 1.  | FC Carl Zeiss Jena     | 4   | 3 | 0 | 1 | 015:500 | 3,00  | 06:20  |
| 2.  | SC 1903 Weimar         | 3   | 1 | 1 | 1 | 006:110 | 0,55  | 03:30  |
| 3.  | BC Vimaria 1903 Weimar | 2   | 1 | 0 | 1 | 004:400 | 1,00  | 02:20  |
| 4.  | SC 1904 Gera           | 3   | 0 | 1 | 2 | 005:100 | 0,50  | 01:50  |

## Gau Vogtland
| Pl. | Verein                      | Sp. | S  | U | N  | Tore    | Quote | Punkte |
| --- | --------------------------- | --- | -- | - | -- | ------- | ----- | ------ |
| 1.  | FC Apelles Plauen (M)       | 12  | 11 | 1 | 0  | 069:400 | 17,25 | 23:10  |
| 2.  | 1. Vogtländischer FC Plauen | 12  | 9  | 2 | 1  | 062:150 | 4,13  | 20:40  |
| 3.  | FC Concordia Plauen         | 12  | 7  | 1 | 4  | 049:320 | 1,53  | 15:90  |
| 4.  | FC Britannia 1904 Plauen    | 12  | 5  | 1 | 6  | 027:250 | 1,08  | 11:13  |
| 5.  | FV Wettin Plauen            | 10  | 2  | 2 | 6  | 016:380 | 0,42  | 06:14  |
| 6.  | Plauener BC 1905 (N)        | 12  | 1  | 1 | 10 | 018:650 | 0,28  | 03:21  |
| 7.  | FC Germania Plauen          | 10  | 1  | 0 | 9  | 008:700 | 0,11  | 02:18  |

| (M) | Titelverteidiger Vogtland |
| (N) | Aufsteiger                |

Relegationsspiel
| Datum           |                        | Ergebnis |                    |
| --------------- | ---------------------- | -------- | ------------------ |
| 28. August 1910 | FC Wacker Plauen-Reusa | 12:0     | FC Germania Plauen |

## Gau Anhalt
Der Gau Anhalt wurde am 4. Juli 1909 im Rahmen der konstituierenden Versammlung im Kristallpalast in Dessau gegründet. Aus diesem Gau sind bisher nur der Sieger, SV Cöthen 02, und die weiteren Teilnehmer überliefert.
| Pl. | Verein                  |
| --- | ----------------------- |
| 1.  | SV Cöthen 02            |
|     | Dessauer FC 05          |
|     | Cöthener FC Germania 03 |
|     | Viktoria 03 Zerbst      |
|     | SV 07 Bernburg          |
|     | Dessauer FC 98          |
|     | SC Cöthen 09            |

## Gau Harz
Der Gau Harz wurde ab 8. März 1909 offizielles Mitglied des VMBV. Dennoch nahm der diesjährige Gaumeister aus unbekannten Gründen nicht an der Mitteldeutschen Endrunde teil. Es sind bisher nur der Gaumeister und die weiteren Teilnehmer überliefert.
| Pl. | Verein                      |
| --- | --------------------------- |
| 1.  | FK Hohenzollern Quedlinburg |
|     | Preußen Halberstadt         |
|     | FK Britannia Quedlinburg    |
|     | FC Germania Halberstadt     |

## Meisterschafts-Endrunde
Die Meisterschafts-Endrunde fand im K.-o.-System statt. Qualifiziert waren die Meister der einzelnen Gaue mit Ausnahme des Gaumeisters Harz. Der VfB Leipzig sicherte sich seine fünfte Mitteldeutsche Fußballmeisterschaft.

### Vorrunde
| Datum                                                       |                                                         | Ergebnis  |                                              | Ort     |
| ----------------------------------------------------------- | ------------------------------------------------------- | --------- | -------------------------------------------- | ------- |
| 6. März 1910                                                | Hallescher FC Wacker (Sieger Gau Saale)                 | 2:0       | BC Sportlust Dresden (Sieger Gau Ostsachsen) | Leipzig |
| 6. März 1910                                                | FuCC Cricket-Viktoria Magdeburg (Sieger Gau Mittelelbe) | 3:1 n. V. | FC Carl Zeiss Jena (Sieger Gau Ostthüringen) | Halle   |
| 6. März 1910                                                | SC Erfurt 1895 (Sieger Gau Nordthüringen)               | 5:1       | FC Apelles Plauen (Sieger Gau Vogtland)      | Jena    |
| 6. März 1910                                                | FC Germania Mittweida (Sieger Gau Südwestsachsen)       | 4:1       | SV Cöthen 02 (Sieger Gau Anhalt)             | Gera    |
| VfB Leipzig (Sieger Gau Nordwestsachsen) hatte ein Freilos. |                                                         |           |                                              |         |

### 1. Zwischenrunde
| Datum                                   |                | Ergebnis |                                 | Ort    |
| --------------------------------------- | -------------- | -------- | ------------------------------- | ------ |
| 13. März 1910                           | SC Erfurt 1895 | 5:4      | FuCC Cricket-Viktoria Magdeburg | Cöthen |
| 13. März 1910                           | VfB Leipzig    | 4:2      | FC Germania Mittweida           | Plauen |
| Hallescher FC Wacker hatte ein Freilos. |                |          |                                 |        |

### 2. Zwischenrunde
| Datum                             |                      | Ergebnis |             | Ort   |
| --------------------------------- | -------------------- | -------- | ----------- | ----- |
| 20. März 1910                     | Hallescher FC Wacker | 1:4      | VfB Leipzig | Halle |
| SC Erfurt 1895 hatte ein Freilos. |                      |          |             |       |

### Finale
| Datum         |             | Ergebnis |                | Ort     |
| ------------- | ----------- | -------- | -------------- | ------- |
| 3. April 1910 | VfB Leipzig | 4:1      | SC Erfurt 1895 | Leipzig |